# Trigonidium albovittata
Trigonidium albovittata är en insektsart som först beskrevs av Lucien Chopard 1951.  Trigonidium albovittata ingår i släktet Trigonidium och familjen syrsor. Inga underarter finns listade i Catalogue of Life.